# Paesens
Paesens (en frison : Paezens) est un village de la commune néerlandaise de Noardeast-Fryslân, situé dans la province de Frise.

## Géographie
Le village est situé dans le nord de la Frise, au bord de la mer des Wadden, à 10 km au nord-est de Dokkum. Paesens et Moddergat forment une seule agglomération et sont souvent considérés comme des villages-jumeaux.

## Histoire
Au XIXe siècle, Moddergat et Paesens possèdent une importante flotte de pêche. Dans la nuit du 5 au 6 mars 1883, une tempête détruit 17 bateaux et cause la mort de 83 villageois. Un monument érigé en 1958 commémore cet événement.
Paesens fait partie de la commune d'Oostdongeradeel avant 1984 puis de Dongeradeel avant le 1er janvier 2019, où celle-ci est supprimée et fusionnée avec Ferwerderadiel et Kollumerland en Nieuwkruisland pour former la nouvelle commune de Noardeast-Fryslân.

## Démographie
Le 1er janvier 2018, le village comptait 230 habitants.